# 丁香脂素
丁香脂素是一种有机化合物，分子式C22H26O8，属于一种木脂素，存在于Castela emoryi（Castela emoryi）、梅（Prunus mume）等植物中。